# Mūro Strėvininkų apylinkės
Mūro Strėvininkų apylinkės este o arie protejată (sit de importanță comunitară — SCI) din Lituania întinsă pe o suprafață de 169,02 ha, integral pe uscat.

## Localizare
Centrul sitului Mūro Strėvininkų apylinkės este situat la coordonatele 54°46′10″N 24°33′37″E / 54.7695°N 24.5603°E.

## Înființare
Situl Mūro Strėvininkų apylinkės a fost declarat sit de importanță comunitară în aprilie 2022 pentru a proteja un număr necunoscut de specii din flora spontană și fauna sălbatică aflate în arealul zonei.

## Biodiversitate
Situată în ecoregiunea boreală, aria protejată conține 4 habitate naturale: Pajiști calcaroase din nisipuri xerice, Pajiști fino-scandinave uscate până la mezice, bogate în specii de altitudine mică, Fânețe de joasă altitudine (Alopecurus pratensis, Sanguisorba officinalis), Păduri caducifoliate bătrâne naturale hemiboreale fino-scandinave (Quercus, Tilia, Acer, Fraxinus sau Ulmus) bogate în specii epifite.
La baza desemnării sitului se află un număr nedeclarat de specii protejate.
Pe lângă speciile protejate, pe teritoriul sitului au mai fost identificate 1 specie de plante.